# Tirana (huyện)
Tiranë là một quận thuộc hạt Tiranë, Albania. Quận này có diện tích 1193 km² và dân số năm 2002 là 523150 người, mật độ 439 người/km².